# گاچدیلی
گاچدیلی (به لاتین: Gachedili) یک منطقهٔ مسکونی در گرجستان است که در سامگرلو-زمو سوانتی واقع شده‌است. گاچدیلی ۴۲۷ نفر جمعیت دارد و ۲۴۰ متر بالاتر از سطح دریا واقع شده‌است.